# 1999 aux États-Unis

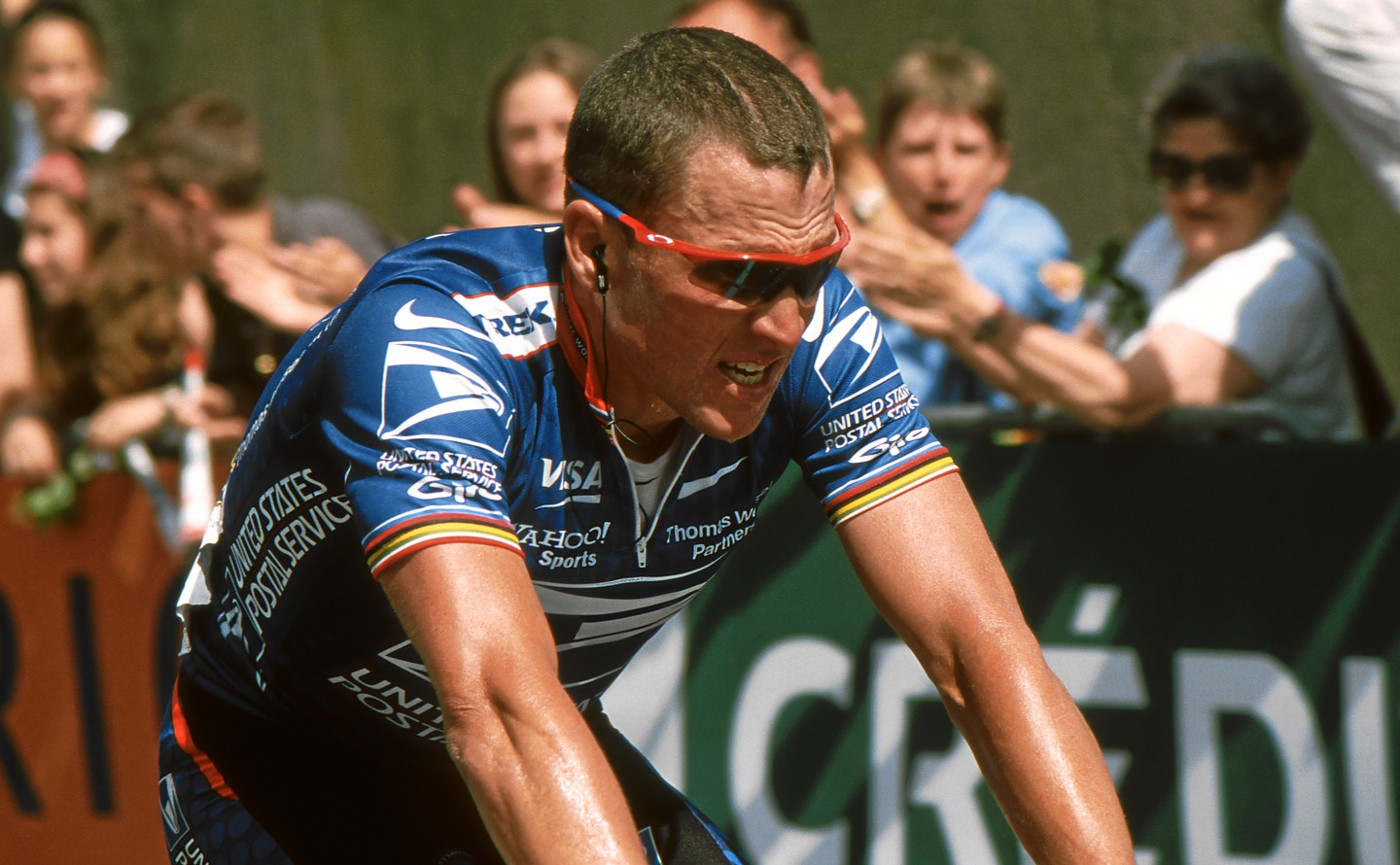
25 juillet : Lance Armstrong gagne son premier Tour de France (photo de 2002).

Pour des articles plus généraux, voir Chronologie des États-Unis et 1999.
Chronologie des États-Unis
- 1995
- 1996
- 1997
- 1998
- 1999
- 2000
- 2001
- 2002
- 2003

Cette page concerne des événements d'actualité qui se sont produits durant l'année 1999 du calendrier grégorien aux États-Unis.

## Gouvernement
- Président : Bill Clinton
- Vice-président : Al Gore
- Secrétaire d'État : Madeleine Albright
- Chambre des représentants - Président : Newt Gingrich (Parti républicain) jusqu'au 3 janvier, puis Dennis Hastert (Parti républicain)

## Événements
- 12 février : le Sénat américain renonce à destituer le président Bill Clinton dans l'affaire Lewinsky.
- 24 mars : Bombardements aériens des États-Unis (Opération Allied Force) en Yougoslavie, à la suite du massacre de Račak qui eut lieu le 15 janvier.
- 26 mars : entrée en service du Waste Isolation Pilot Plant, centre de stockage de déchets radioactifs.
- 20 avril : fusillade du lycée Columbine, à Littleton, Colorado. 2 élèves du lycée tuent par balles 13 personnes et en blessent 24 autres avant de se suicider. La fusillade provoque une prise de conscience nationale sur le danger posé par l'accès aux armes à feu et sur la nécessaire protection dans le milieu scolaire.
- 1 mai : La série télévisée d'animation pour enfants Bob l'éponge fait ses débuts sur le réseau câblé Nickelodeon.
- 3 mai : tornades sur l'Oklahoma  dont la plus importante frappe la banlieue sud d'Oklahoma City avec l'intensité maximale de l'échelle de Fujita. Elle fait 36 morts et pour 1,1 milliard $US de dommages.
- 23 - 25 juillet : le festival Woodstock 1999 se déroule à New York.
- 3 octobre : les États-Unis testent avec succès l'EKV (exoatmosphéric kill vehicle) contre un missile dénucléarisé LGM-30 Minuteman. Cela montre la faisabilité d'un programme National missile defense (NMD) qui est avant tout dirigé contre les puissances nucléaires émergentes.
- 13 octobre : le Sénat américain refuse (51 voix contre 48) de ratifier le traité d'interdiction des essais nucléaires (CTBT), un tel refus de ratifier ne s'était pas vu depuis 1920
- 12 novembre: promulgation du Gramm-Leach-Bliley Act Financial Services Modernization Act de 1999 aux États-Unis, qui met fin à la distinction historique (en vigueur depuis 1933) entre les banques de dépôt, les banques d'investissement et les compagnies d'assurance. Le président Clinton, pour éviter un nouveau "Shutdown", avait renoncé à mettre son veto sur cette loi pourtant rejetée par la majorité du parti Démocrate.
- 30 novembre - 3 décembre : la troisième conférence ministérielle de l'Organisation mondiale du commerce organisée à Seattle est l'occasion de manifestations de groupes d'altermondialistes très médiatisées.
- Les États-Unis connaissent un excédent budgétaire exceptionnel de 79 milliards de dollars, grâce aux fortes hausses des recettes de l'impôt sur le revenu et sur le capital (rapport OCDE 1999).
- 4,1 % de croissance en 1999
- 4,4 % de chômeurs
- Le déficit de la balance courante se stabilise à 460 milliards de dollars, soit 4,4 % du PIB
- Le budget de la défense est ramené à 2,9 % du PIB, son plus bas historique depuis les années 30.

## Culture

### Cinéma

#### Films américains sortis en 1999
- 1er octobre : American Beauty

#### Autres films sortis aux États-Unis en 1999
- La trilogie Matrix

#### Oscars
- Meilleur film :
- Meilleur réalisateur :
- Meilleur acteur :
- Meilleure actrice :
- Meilleur film documentaire :
- Meilleure musique de film :
- Meilleur film en langue étrangère :

## Naissance en 1999
- 18 janvier : Karan Brar, acteur.
- 21 janvier : Em Beihold, auteure-compositrice-interprète
- 19 février : Jackson Pace, acteur.
- 12 mars : Kendall Applegate, actrice.
- 26 mars : Quinn Sullivan, prodige.
- 8 avril : Ty Panitz, acteur.
- 20 avril : Carly Rose Sonenclar, actrice, auteure-compositrice et chanteuse.
- 28 mai : Cameron Boyce, acteur, danseur et mannequin († 6 juillet 2019).
- 27 juin : Chandler Riggs, acteur.
- 30 juillet : Joey King, actrice.
- 19 août : 
  - Ethan Cutkosky, acteur.
  - Tristan Lake Leabu, acteur.
- 7 septembre : Cameron Ocasio, acteur.
- 14 septembre : Emma Kenney, actrice.
- 15 octobre : Bailee Madison, actrice.

## Décès en 1999
- x